# Altier
Altier là một xã trong vùng hành chính Occitanie, thuộc tỉnh Lozère, quận Mende (quận), tổng Villefort. Altier nằm trên độ cao trung bình là m mét trên mực nước biển, có điểm thấp nhất là 616 mét và điểm cao nhất là 1.678 mét. Xã có diện tích 54,45 km², dân số vào thời điểm 1999 là 207 người; mật độ dân số là 3 người/km².

## Thông tin nhân khẩu
| 1946 | 1954 | 1962 | 1968 | 1975 | 1982 | 1990 | 1999 |
| ---- | ---- | ---- | ---- | ---- | ---- | ---- | ---- |
| 579  | 575  | 461  | 360  | 276  | 246  | 243  | 207  |